# Bow Wow Wow
A Bow Wow Wow brit new wave együttes, amelyet 1980-ban alapított Malcolm McLaren. Jellegzetességük a táncolható hangzás és a szuggesztív szövegek, amelyeket tinédzserkorú énekesük énekel. Zenéjüket a new wave, pop és worldbeat műfajokba sorolják.
1980-ban a Sex Pistols korábbi menedzsere, Malcolm McLaren meggyőzte David Barbarossát, Matthew Ashman gitárost és Leigh Gorman basszusgitárost, hogy hagyják el Adam Ant zenekarát, hogy új együttest hozhasson létre. Ezt követően hat hónapig meghallgatásokat tartottak, hogy legyen egy énekesük. Dave Fishel liverpooli zenész/rendező hallotta a 13 éves Annabella Lwint énekelni, így meggyőzte McLaren-t, hogy fogadja fel. Miután belépett, egy új énekes is került a csapatba, George Alan O'Dowd személyében, aki nem sokkal később kilépett és új együttest alapított Culture Club néven, maga George pedig Boy George néven lett ismert.
1980-ban szerződést kötöttek az EMI Recordsszal, és megjelentették első kislemezüket, C·30 C·60 C·90 Go! címmel. Eleinte csak kazettán jelent meg, így ez volt a világ első kazettán megjelent kislemeze (pár hónappal később megjelent a lemez verzió is). Az EMI azonban nem reklámozta a kislemezt, mivel a szövege az "otthoni rögzítést" ("home taping") hirdette, egy olyan időben, amikor a zenekalózkodás jelentős gondnak számított.

## Tagok
Jelenlegi tagok
Bow Wow Wow Band
- Leigh Gorman – basszusgitár (1980–1983, 1997–1998, 2003–)
- "Dinzy" Kristen Dinsmore - ének (2020–)[8]
- Zachary Throne – gitár  (2014–)
- Les Warner – dob  (2014–)

Annabella's Bow Wow Wow
- Annabella Lwin – ének (1980–1983, 1997–1998, 2003–)

Korábbi tagok
- Dave Barbarossa- dob  (1980-1983)
- Matthew Ashman – gitár (1980–1983; 1995-ben elhunyt)[9]
- Dave Calhoun – gitár (1997–1998)
- Eshan Khadaroo – dob (1997–1998)
- Phil Gough – gitár (2003–2011)
- Adrian Young – dob (2003–2005)
- Devin Beaman – dob (2005–2011)
- Jimmy Magoon – gitár (2011–2012)
- Dylan Thomas – dob (2011–2012)
- Matthew Fuller – gitár (2012–2014)
- Lyle Riddle – dob (2012–2014)
- Sean Winchester – dob (2012–2014)

## Diszkográfia
- See Jungle! See Jungle! Go Join Your Gang Yeah, City All Over! Go Ape Crazy! (1981)
- When the Going Gets Tough, the Tough Get Going (1983)